# Surf en los Juegos Suramericanos de Playa de 2011
El Surf en los Juegos Suramericanos de Playa de 2011 cuenta con tres eventos.

## Medallero
| Núm.  | País      | Oro | Plata | Bronce | Total |
| ----- | --------- | --- | ----- | ------ | ----- |
| 1     | Brasil    | 2   | 1     | 2      | 5     |
| 2     | Ecuador   | 2   | 1     | 0      | 3     |
| 3     | Perú      | 1   | 1     | 1      | 3     |
| 4     | Argentina | 0   | 2     | 2      | 4     |
| Total | Total     | 5   | 5     | 5      | 15    |

## Resultados

### Eventos masculinos
| Evento    | Oro              | Plata          | Bronce              |
| --------- | ---------------- | -------------- | ------------------- |
| Bodyboard | Jorge Maldonado  | Johnny Alcivar | Francirley Ferreira |
| Longboard | Jefson Silva     | Carlos Bahia   | Martin Perez        |
| Open      | Cristóbal de Col | Miguel Tudela  | Satiango Muñiz      |

### Evento femenino
| Evento | Oro            | Plata             | Bronce        |
| ------ | -------------- | ----------------- | ------------- |
| Open   | Dominic Barona | Ornella Pellizari | Sulen Naraisa |

### Evento Mixtos
| Evento       | Oro    | Plata     | Bronce |
| ------------ | ------ | --------- | ------ |
| Equipo mixto | Brasil | Argentina | Perú   |